# Kapel De Stroppen
Deze Onze-Lieve-Vrouwkapel, ook gekend als kapel ‘De stroppen’, bevindt zich in de Vlaams-Brabantse gemeente Halle. Ze is gelegen aan de hoek van de Robert Lariellestraat en de Alsputweg.

## Historiek
In 2018 werd de oorspronkelijke kapel afgebroken om plaats te maken voor een nieuw appartementsblok. Pas in 2022 werd ze opnieuw opgebouwd met nieuwe en oude materialen. Ze werd enkele meters verder heropgebouwd, achter het nieuwe complex.

## Architectuur
Bij de reconstructie werd gebruik gemaakt van nieuwe bakstenen en leien voor het dak. Elementen, zoals de deuromlijsting, het altaar, de vloer en het ijzerwerk werden gerecupereerd. In de nis van de kapel staat een beeld van Onze-Lieve-Vrouw. Het plafond is opgebouwd als een tongewelf. 